# Ali Alp Çayır
Ali Alp Çayır  est un joueur turc de volley-ball né le 13 septembre 1981. Il mesure 1,97 m et joue attaquant.

## Clubs
| Club               | Pays    | De        | À         |
| ------------------ | ------- | --------- | --------- |
| SSK Ankara         | Turquie | 1999-2000 | 1999-2000 |
| Emlakbank Ankara   | Turquie | 2000-2001 | 2000-2001 |
| TED Kolejliler     | Turquie | 2001-2002 | 2001-2002 |
| Tokat Plevne       | Turquie | 2002-2003 | 2002-2003 |
| Halkbank Ankara    | Turquie | 2003-2004 | 2004-2005 |
| Istanbul BB        | Turquie | 2005-2006 | 2006-2007 |
| Galatasaray SK     | Turquie | 2007-2008 | 2008-2009 |
| Jastrzębski Węgiel | Pologne | 2009-2010 | 2009-2010 |